# Samuil Ossipowitsch Schatunowski

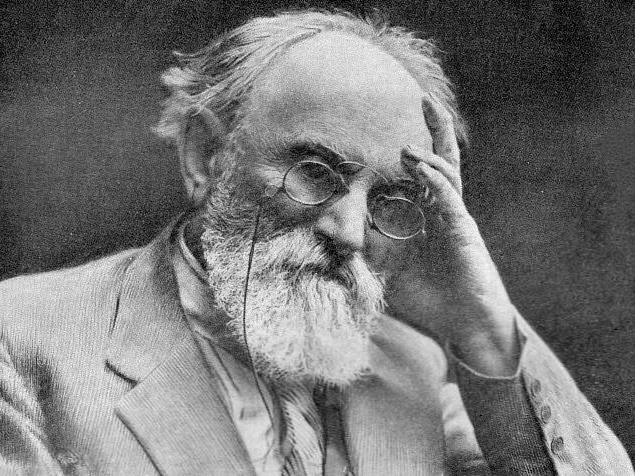
Samuil Schatunowski

Samuil Ossipowitsch Schatunowski, russisch Самуил Осипович Шатуновский, englische Transkription Samuil Osipovich Shatunovsky, (* 25. März 1859 in Welyka Snamjanka (Велика Знам'янка) bei Kamjanka-Dniprowska, Gouvernement Taurien, heute Ukraine; † 27. März 1929 in Odessa) war ein ukrainischer Mathematiker, der sich unter anderem mit Axiomatik von Algebra und Geometrie befasste.

## Leben
Schatunowski war das neunte Kind einer armen jüdischen Familie und besuchte die Schule in Cherson. Er studierte in Rostow und Sankt Petersburg vor allem Ingenieursfächer, aber auch Mathematik bei Pafnuti Tschebyschow, konnte aber aus finanziellen Gründen das Studium nicht beenden. Aus dem gleichen Grund scheiterte ein Versuch, den er unternahm, um in der Schweiz einen Abschluss zu erhalten. Er bestritt seinen Unterhalt danach in verschiedenen kleineren russischen Städten als Privatlehrer, veröffentlichte aber auch über Mathematik, worauf er finanzielle Unterstützung für einen Abschluss an der Universität Odessa erhielt. 1905 wurde er an der Universität fest angestellt und 1917 wurde er Professor.
Schatunowski war ein früher Vertreter konstruktiver Mathematik im Sinn des 1912 von L. E. J. Brouwer begründeten Intuitionismus. Er wurde 1917 an der Universität Odessa promoviert (Algebra als Vergleichs-Doktrin auf Funktionalen Moduln, russisch). In seiner Dissertation bemühte er sich um eine Begründung der Algebra und speziell der Galois-Theorie mit Cauchy-Modulen ohne Anwendung des Satzes vom ausgeschlossenen Dritten auf unendliche Mengen, den er für problematisch hielt.
Seine Mathematik-Vorlesungen in Odessa fanden auch über die Studenten der Mathematik hinaus breiten Zulauf.
Er arbeitete auch über Grundlagen der Geometrie zur selben Zeit (um 1897/98) wie David Hilbert und entwickelte unabhängig von diesem eine axiomatische Theorie von Flächeninhalten. Er gab eine Volumendefinition für Polyeder als Invariante ohne Verwendung von Grenzprozessen.
1910 gründete er mit Weniamin Fjodorowitsch Kagan den Verlag für Mathematik Matesis in Odessa, der Übersetzungen ausländischer Literatur (wie Richard Dedekinds Buch Stetigkeit und irrationale Zahlen) und Werke russischer Autoren veröffentlichte und sich mit populärwissenschaftlichen Büchern auch an ein größeres Publikum wandte.
Zu seinen Doktoranden gehörten Gregor Michailowitsch Fichtenholz und Sofja Alexandrowna Janowskaja. Auch Moses Schönfinkel und Arnold Ross waren seine Schüler.

## Schriften
- Einführung in die Analysis, Odessa: Matesis 1923